# 조브넬 모이즈

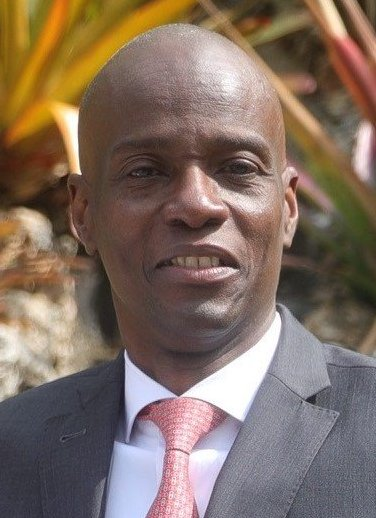
조브넬 모이즈

조브넬 모이즈(아이티어: Jovenel Moïse [ʒovɛnɛl mɔiz], 1968년 6월 26일 ~ 2021년 7월 7일)는 아이티의 사업가 출신 정치인으로, 아이티의 제42대 대통령이었다. 2017년 2월 7일에 취임했으며, 재임하던 중 2021년 7월 7일 자신의 사저에서 괴한들에 의해 피살되었다.

## 같이 보기
- 조브넬 모이즈 암살 사건

## 역대 선거 결과
| 선거명      | 직책명          | 대수 | 정당          | 득표율 | 득표수    | 결과 | 당락  |
| ----------- | --------------- | ---- | ------------- | ------ | --------- | ---- | ----- |
| 2015년 선거 | 아이티의 대통령 | -대  | 아이티 민두당 | 32.81% | 508,761표 | -위  | [ 2 ] |
| 2016년 선거 | 아이티의 대통령 | 42대 | 아이티 민두당 | 55.60% | 590,927표 | 1위  |       |